# Can Guàrdia (Oristà)
Can Guàrdia és una casa d'Oristà (Lluçanès) inclosa a l'Inventari del Patrimoni Arquitectònic de Catalunya.

## Descripció
Edifici de planta rectangular allargada compost per dos cossos rectangulars, un al costat de l'altre, format per planta baixa i pis, coberta a dues vessants amb el carener paral·lel a la façana principal.
Construcció dels murs amb pedres irregulars i morter. Les portes i les finestres tenen la llinda de fusta i la conservació gloval no és gaire bona.

## Història
En el fogatge realitzat el 1553 a Oristà, conservat a l'Arxiu de la Corona d'Aragó, apareix el nom de Pere Guardia.